# Костадин Коцалиев
Костадин Георгиев Коцалиев е български офицер от Държавна сигурност (генерал-майор) и дългогодишен ръководител на Главно следствено управление (1982 – 1990).

## Биография
Костадин Коцалиев е роден на 9 юни 1939 година в Горна Джумая в семейството на собственик на книжарница. Баща му Георги Петров Коцалиев е родом от Гумендже в Егейска Македония и семейството му се изселва в България след Междусъюзническата война. Той е арестуван по време на Априлските събития през 1925 година, а през март 1944 година е въдворяван в лагер. Майка му Спаса Георгиева е родена в Бараково, Горноджумайско, през 1913 година. По-малкият му брат Кирил Коцалиев става дипломат.
Коцалиев завършва средно образование в родния си град и през 1957 – 1959 година служи в армията в Русе, където завършва школа за младши тилови специалисти, а след това в София, като се уволнява със звание младши сержант. След това постъпва в Софийския университет „Климент Охридски“, където през 1964 година завършва право. Комсомолски активист е от ученическите си години, а през 1961 година става член на Българската комунистическа партия (БКП). През 1964 година се жени за Недялка Николова, дъщеря на прокурор, която също е юристка.
След стаж в Софийския градски съд на 9 март 1965 година Костадин Коцалиев е назначен за следовател към милицията в Шесто районно управление на Министерството на вътрешните работи (МВР) в София със звание лейтенант, като още следващата година е повишен в старши лейтенант заради висшето си образование. През май 1966 година е прехвърлен в 04 отделение на Следствения отдел на МВР, разследващ тежки стопански престъпления, като работата му е насочена към железопътния транспорт.
От 28 април 1969 година Коцалиев е преназначен в Първи (следствен) отдел на Държавна сигурност, където бързо прави добро впечатление, а през юли 1970 година е повишен в капитан. По това време участва в следствието срещу Петър Стефанов за шпионаж в полза на Западна Германия. В началото на 1971 година преминава петмесечен курс в школа на КГБ в Съветския съюз. На 8 септември 1972 година е назначен за началник на 07 отделение („правен анализ и информация“) с ранг на заместник-началник на отдел в управление. По това време участва в сложни разследвания, като тези за тежка корупция в „Тексим“ и БГА „Балкан“, като за разследването в БГА „Балкан“ е предсрочно повишен в майор на 11 юли 1974 година. От 16 януари 1974 година е началник на 01 отделение („контрашпионаж“) в следствието, като запазва ранга си на заместник-началник на отдел в управление.
Коцалиев остава началник на 01 отделение до септември 1975 година, когато е изпратен на двугодишен курс за ръководни кадри в партийната Академия за обществени науки и социално управление. След като завършва с отличен успех от 22 юли 1977 година е назначен за инструктор във Военния отдел на Централния комитет на БКП, запазвайки привилегиите си на офицер от Държавна сигурност. На този пост на 19 юли 1979 година е повишен в звание подполковник.
На 19 май 1982 година Костадин Коцалиев е назначен за началник на Главно следствено управление, което няколко години преди това е изведено от състава на Държавна сигурност, а на 29 август е повишен в полковник. На 6 септември 1985 година е повишен в генерал-майор. Сред известните разследвания, водени през този период е и делото срещу 33-ма иманяри, сред които Желязко Колев – Императора и Димитър Станков. Участва активно в т.нар. „Възродителен процес“, присъствайки на място при активизирането на дейността на лагера „Белене“ през 1986 година и в Североизточна България по време на вълненията през юни 1989 година. Остава начело на следствието до 15 януари 1990 година, а на 1 септември същата година е окончателно освободен от МВР.
През август 1992 година Коцалиев е арестуван заедно с генерал Петър Чергиланов, полковник Цветан Първанов и следователя Симеон Спасов, като по-късно четиримата са обвинени в злоупотреба с власт, довела до смъртта на Димитър Димитров, бивш офицер от военното разузнаване, който е осъден на смърт за шпионаж и екзекутиран през 1986 година. Четиримата прекарват девет месеца в следствения арест и половин година под домашен арест, но в крайна сметка делото е прекратено от съда по давност през 2003 година. През 1994 година отново е обвиняем по дело за незаконен арест на осъдения за подкуп през 1986 година Георги Вутев, но и това дело не е гледано от съда.
През 1996 година Костадин Коцалиев става член на надзорния съвет на създадения по инициатива на Българския антифашистки съюз Приватизационен фонд „Отечество“. Фондът е средно голям, но се включва успешно в масовата приватизация, като през 1997 година продава с печалба няколко пакета акции и установява контрол над няколко предприятия. Най-голямо сред тях е производителят на битова техника „Елпром“ – Варна, в което от 1998 година Коцалиев е член на надзорния съвет. Малко след това обаче започва тежък конфликт между група акционери, водена от Коцалиев, и мениджъра на фонда Кристиян Маслев, който се опитва с измама да отстрани групата на Коцалиев от управлението му. През април 2000 година Маслев е застрелян, а през март 2002 година фондът фалира.
През този период Костадин Коцалиев периодично прави и изявления в медиите. През 1998 година е сред учредителите на Движението за единство и развитие в Българската социалистическа партия. В свое интервю от 2006 година той защитава т.нар. „Възродителен процес“, отричайки насилственото преименуване и дори наличието на етнически турци в България.

## Образование
- Средно образование, Благоевград (до 1957)
- Школа за младши тилови специалисти, Русе (1957 – 1959)
- Софийски университет, право (1959 – 1964)
- Школа на МВР, 3-месечен курс (1 ноември 1966 – 1967)
- Контраразузнавателна школа на КГБ, 5 месеца (1971)
- АОНСУ (септември 1975 – 1980)

## Военни звания
- младши сержант (1959)
- лейтенант (9 март 1965)
- старши лейтенант (август 1966), предсрочно
- капитан (14 юли 1970)[18]
- майор (1974)
- подполковник (19 юли 1979)[19]
- полковник (29 август 1982), предсрочно[20]
- генерал-майор (6 септември 1985)[21]

## Награди
- Орден „9 септември 1944“ I степен с мечове (1985)[9]
- орден „Народна република България“, I степен за участието във Възродителния процес (указ №1313 на Държавния съвет на НРБ)[22]